# Kim Mi-kyung
Kim Mi-kyung (hangul: 김미경; hanja: 金美卿; rr: Gim Mi-gyeong; MR: Kim Migyŏng; nascida em 14 de outubro de 1963) é uma atriz sul-coreana. Ela é uma atriz coadjuvante ativa em diversos dramas coreanos televisivos. Além disso, Mi-kyung é membro da empresa de teatro Yeonwoo Mudae desde 1985.

## Filmografia

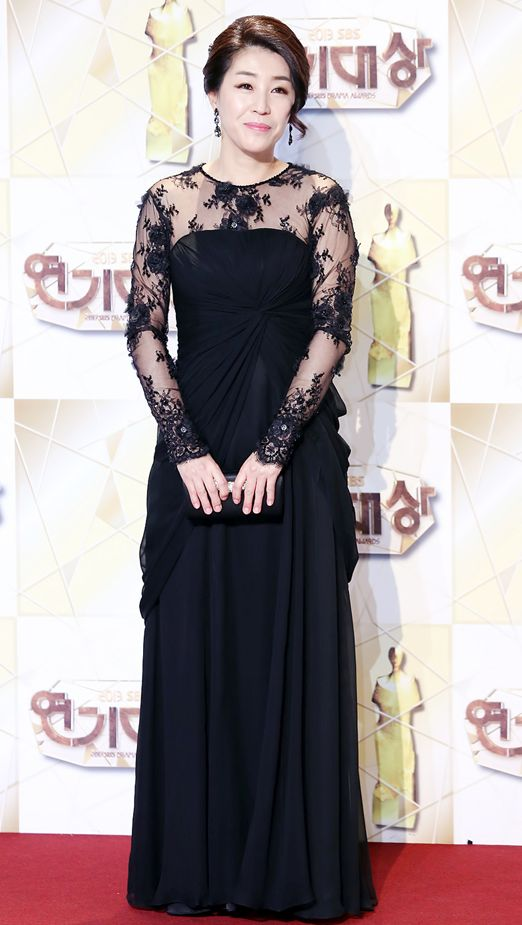
Kim Mi-kyung no SBS Drama Awards de 2013

### Filmes
| Ano  | Título                         | Papel                       |
| ---- | ------------------------------ | --------------------------- |
| 1986 | Lee Jang-ho's Baseball Team    |                             |
| 1993 | Dead End                       |                             |
| 2001 | One Fine Spring Day            | Professora da banda         |
| 2003 | Acacia                         | Mãe árvore 2                |
| 2004 | Dance With The Wind            | Senhora vendendo tteokbokki |
| 2004 | S Diary                        | Mãe de Yoo-in               |
| 2007 | Secret Sunshine                | Dona da butique             |
| 2007 | Shadows in the Palace          | Juíza Shim                  |
| 2008 | If You Were Me: Anima Vision 2 | Esposa/Avó (dublagem)       |
| 2011 | G-Love                         | Freira principal            |
| 2011 | Blind                          | Diretora da escola          |
| 2011 | Always                         | Irmã Joanna                 |
| 2011 | 그녀의 13월                    |                             |
| 2015 | C'est Si Bon                   | Mãe de Oh Geun-tae          |
| 2015 | The Chosen: Forbidden Cave     | Choon-ae                    |
| 2019 | Kim Ji-young: Born 1982        | Mi-sook                     |

### Televisão
| Ano       | Título                                              | Papel                                                                | Emissora  |
| --------- | --------------------------------------------------- | -------------------------------------------------------------------- | --------- |
| 1993      | Love is Helpless                                    |                                                                      | KBS2      |
| 1997      | There Is a Bluebird                                 | Sra. Baek                                                            | KBS2      |
| 1998      | Song of the Wind                                    | Sra. Song                                                            | SBS       |
| 1999      | KAIST                                               | Dona do quiosque                                                     | SBS       |
| 2002      | Great Ambition                                      | Park Yeo-jin                                                         | SBS       |
| 2003      | Sang Doo! Let's Go to School                        | Professora de Cha Sang-Doo                                           | KBS2      |
| 2003      | Rosemary                                            | Joo Mi-sook                                                          | KBS2      |
| 2004      | Sunlight Pours Down                                 | Han Jung-do                                                          | SBS       |
| 2005      | Encounter                                           |                                                                      | MBC       |
| 2005      | Drama City: "Goblins Are Alive"                     | Professora Kang                                                      | KBS2      |
| 2005      | Young-jae's Golden Days                             | Sung Mi-kyung                                                        | MBC       |
| 2006      | Goodbye Solo                                        | Ahn Hae-Young                                                        | KBS2      |
| 2006      | Spring Waltz                                        | Kim Bong-hee                                                         | KBS2      |
| 2006      | Pure in Heart                                       | Kim Ok-geum                                                          | KBS1      |
| 2006      | Someday                                             | Mãe de Choi Jae-deok                                                 | OCN       |
| 2007      | By My Side                                          | Mãe de Lee Yoon-sub                                                  | MBC       |
| 2007      | The Golden Era of Daughters-in-Law                  | Oh Sang-sook                                                         | KBS2      |
| 2007      | The Legend                                          | Bason                                                                | MBC       |
| 2007      | In-Soon is Pretty                                   | Oh Myung-sook                                                        | KBS2      |
| 2008      | Kokkiri (Elefante)                                  | Mãe                                                                  | MBC       |
| 2008      | Who Are You?                                        | Oh Young-hee                                                         | MBC       |
| 2008      | La Dolce Vita                                       | Sra. Ri                                                              | MBC       |
| 2008      | Women of the Sun                                    | Park Young-sook                                                      | KBS2      |
| 2008      | I Love You, Don't Cry                               | Han Young-Ok                                                         | MBC       |
| 2008      | Mrs. Saigon                                         |                                                                      | KNN       |
| 2009      | The Slingshot                                       | Detetive Kim                                                         | KBS2      |
| 2009      | Partner                                             | Mãe de Jung Jae-ho (atriz convidada, episódios 1 ao 3)               | KBS2      |
| 2009      | Tamra, The Island                                   | Choi Jang-nyeo                                                       | MBC       |
| 2009      | I'll Give You Everything                            | Choi Yong-shim                                                       | KBS2      |
| 2010      | Becoming a Billionaire                              | Mãe de Park Kang-woo                                                 | KBS2      |
| 2010      | Running, Gu                                         | Eun-mi                                                               | MBC       |
| 2010      | Sungkyunkwan Scandal                                | Sra. Jo                                                              | KBS2      |
| 2010      | KBS Drama Special: "A Family's Secret"              | Go Yang-hee                                                          | KBS2      |
| 2010      | Secret Garden                                       | Senhora no restaurante de peixe                                      | SBS       |
| 2011      | Drama Special Series: "Hair Show"                   | Park Jung-rae                                                        | KBS2      |
| 2011      | Baby Faced Beauty                                   | Diretora Baek                                                        | KBS2      |
| 2011      | Love By My Side                                     | Choi Eun-hee                                                         | SBS       |
| 2011      | Lights and Shadows                                  | Kim Geum-rye                                                         | MBC       |
| 2011      | What's Up                                           | Professora Yang Soo-jung                                             | MBN       |
| 2012      | Drama Special Series: "Just An Ordinary Love Story" | Mrs. Shin                                                            | KBS2      |
| 2012      | Golden Time                                         | Mãe de Lee Min-woo                                                   | MBC       |
| 2012      | Faith                                               | Senhora da Corte Choi                                                | SBS       |
| 2012      | Missing You                                         | Song Mi-Jung                                                         | MBC       |
| 2013      | 7th Grade Civil Servant                             | Oh Mak-nae                                                           | MBC       |
| 2013      | Queen of the Office                                 | Kim Sook-ja                                                          | KBS2      |
| 2013      | The Fugitive of Joseon                              | Seo Jang-geum                                                        | KBS2      |
| 2013      | Goddess of Marriage                                 | Mãe de Kim Hyun-woo                                                  | SBS       |
| 2013      | I Can Hear Your Voice                               | Jeon Young-ja/Seon Chae-ok (atriz convidada, episódios 12 ao 14, 16) | SBS       |
| 2013      | Master's Sun                                        | Joo Sung-ran                                                         | SBS       |
| 2013      | The Heirs                                           | Park Hui-nam                                                         | SBS       |
| 2014      | Big Man                                             | Ahn Bong-rim                                                         | KBS2      |
| 2014      | Make a Wish                                         | Lee Jung-sook                                                        | MBC       |
| 2014      | It's Okay, That's Love                              | Mãe de Ji Hae-soo                                                    | SBS       |
| 2014      | Ahobsu Sonyeon                                      | Gu Bok-ja                                                            | tvN       |
| 2014      | Blade Man                                           | Governanta                                                           | KBS2      |
| 2014      | Healer                                              | Jo Min-ja                                                            | KBS2      |
| 2015      | Super Daddy Yeol                                    | Hwang Ji-woo                                                         | tvN       |
| 2015      | Yong-pal                                            | Enfermeira encarregada de cirurgia geral                             | SBS       |
| 2016      | Another Oh Hae-young                                | Hwang Deok-yi                                                        | tvN       |
| 2016      | The Sound of Your Heart                             | Mãe de Jo-seok                                                       | KBS2      |
| 2017      | Introverted Boss                                    | mãe de Ro-woon                                                       | tvN       |
| 2017      | Saimdang, Memoir of Colors                          |                                                                      | SBS       |
| 2017      | Irish Uppercut                                      | Anjo da Morte Kim                                                    | Naver TV  |
| 2017      | 20th Century Boy and Girl                           | Kim Mi-kyung                                                         | MBC       |
| 2017      | Confession Couple                                   | Go Eun-sook                                                          | KBS2      |
| 2018      | Grand Prince                                        | Ahn Jook-san                                                         | TV Chosun |
| 2018      | Marry Me Now                                        | Jung Jin-hee                                                         | KBS2      |
| 2018      | My Strange Hero                                     | Lee Jung-sun                                                         | SBS       |
| 2019      | Her Private Life                                    | Go Young-sook                                                        | tvN       |
| 2019      | Love Affairs in the Afternoon                       | Na Ae-ja                                                             | Channel A |
| 2019      | VIP                                                 | Kye Mi-ok                                                            | SBS       |
| 2020      | Hi Bye, Mama!                                       | Jeon Eun-sook                                                        | tvN       |
| 2020      | Mystic Pop-up Bar                                   | Lee Jeom-Rye                                                         | JTBC      |
| 2020      | It's Okay To Not Be Okay                            | Kang Soon-deok                                                       | tvN       |
| 2020      | Was it Love?                                        | Choi Hyang-ja                                                        | JTBC      |
| 2020      | 18 Again                                            | Yeo In-ja                                                            | JTBC      |
| 2020      | When I Was the Most Beautiful                       | Kim Go-woon                                                          | MBC TV    |
| 2021      | She Would Never Know                                | Mãe de Lee Jae-shin (cameo)                                          | JTBC      |
| 2021      | Sell Your Haunted House                             | Cameo                                                                | KBS2      |
| 2022      | Forecasting Love and Weather                        | Bae Soo-ja                                                           | JTBC      |
| 2022      | Trolley                                             | Woo Jin-seok                                                         | SBS TV    |
| 2023      | Agency                                              | Seo Eun-ja                                                           | JTBC      |
| 2023      | Crash Course in Romance                             | Jung Young-soon                                                      | tvN       |
| 2023      | Doctor Cha                                          | Oh Deok-rye                                                          | JTBC      |
| 2023–2024 | Welcome to Samdal-ri                                | Go Mi-ja                                                             | JTBC      |
| 2023–2024 | Tell Me That You Love Me                            | Na Ae-sook                                                           | ENA       |
| 2024      | Knight Flower                                       | Geum-ok                                                              | MBC TV    |

### Webséries
| Ano       | Título                  | Papel | Ref. |
| --------- | ----------------------- | ----- | ---- |
| 2017      | Irish Uppercut          |       |      |
| 2022      | Welcome to Wedding Hell |       |      |
| 2022      | Remarriage & Desires    |       |      |
| 2023–2024 | Death's Game            |       |      |

## Teatro
| Ano  | Título                      | Papel |
| ---- | --------------------------- | ----- |
|      | A Crying Bird on the Border |       |
| 1985 | Mr. Han's Chronicle         |       |
| 1988 | Even Birds Quit This World  |       |
| 1990 | Teacher Choi                |       |
| 1991 | Dongseung                   |       |

## Prêmios e indicações
| Ano  | Prêmio                                                 | Categoria                                      | Trabalho indicado          | Resultado | Ref.          |
| ---- | ------------------------------------------------------ | ---------------------------------------------- | -------------------------- | --------- | ------------- |
| 1990 | Baeksang Arts Awards                                   | Melhor atriz revelação (Teatro)                | Sr. Choi                   | Venceu    | [ 9 ]         |
| 2013 | SBS Drama Awards                                       | Prêmio especial, atriz em uma minissérie       | Master's Sun               | Venceu    | [ 10 ]        |
| 2016 | KBS Entertainment Awards                               | Prêmio de Variedade Hot Issue                  | The Sound of Your Heart    | Venceu    | [ 11 ]        |
| 2017 | MBC Drama Awards                                       | Prêmio de Alta Excelência, Atriz em Telenovela | Person Who Gives Happiness | Venceu    | [ 12 ]        |
| 2020 | 25º Chunsa Film Art Awards                             | Melhor atriz coadjuvante                       | Kim Ji-young: Born 1982    | Venceu    | [ 13 ]        |
| 2020 | 56º Baeksang Arts Awards                               | Melhor atriz coadjuvante                       | Kim Ji-young: Born 1982    | Indicado  | [ 14 ] [ 15 ] |
| 2020 | 40º Prêmio da Associação Coreana de Críticos de Cinema | Melhor atriz coadjuvante                       | Kim Ji-young: Born 1982    | Venceu    | [ 16 ]        |
| 2021 | 41º Blue Dragon Film Awards                            | Melhor atriz coadjuvante                       | Kim Ji-young: Born 1982    | Indicado  | [ 18 ]        |
| 2021 | 40º Golden Cinema Film Festival                        | Melhor atriz coadjuvante                       | Kim Ji-young: Born 1982    | Venceu    | [ 19 ]        |